# Schutz- und Trutzbündnis 1854
Das Schutz- und Trutzbündnis vom 20. April 1854 war ein völkerrechtlicher Vertrag zwischen Österreich und Preußen. Er wurde in der Zeit des Krimkriegs abgeschlossen. Zwar waren beiden Staaten keine direkten Beteiligten am Krieg, ihr Kriegseintritt wurde damals allerdings diskutiert. Mit dem Bündnis sicherten sie sich Beistand zu für den Fall eines auswärtigen Angriffs, wobei vor allem an Russland gedacht wurde. Außerdem beinhaltete ein Zusatzartikel Aussagen über die Donaufürstentümer, die von Russland besetzt worden waren.
Die Staaten des Deutschen Bundes wurden im Bündnistext bereits aufgerufen, dem Bündnis beizutreten. Am 24. Juli 1854 einigte man sich im Bundestag auf einen Bundesbeschluss über den Beitritt. Der preußische König, aber auch die deutschen Mittelstaaten interpretierten das Schutz- und Trutzbündnis so, dass es im Wesentlichen die bewaffnete Neutralität Deutschlands garantierte. Österreich hingegen hatte weitergehende Ziele auf dem Balkan, die es allerdings nicht erreichte. Im Pariser Frieden von 1856 wurde der Krimkrieg beendet: Großteils ging man zum Zustand vor dem Krieg zurück. Das Trutz- und Schutzbündnis endete damit.
Schutz und Trutz war ein gängiger Ausdruck der Zeit. Er findet sich auch für die Schutz- und Trutzbündnisse Preußens des Jahres 1866 wieder.

## Hintergrund
Der Deutsche Bund war ein Verteidigungsbündnis. Die Mitgliedsstaaten garantierten einander Beistand, sollte das Bundesgebiet angegriffen werden. Die beiden deutschen Großmächte Österreich und Preußen besaßen allerdings auch Gebiete außerhalb des Bundesgebietes (wie Ungarn oder Ostpreußen). Mit dem Bündnis von 1854 dehnten sie die Beistandsgarantie auf ihre gesamten Gebiete aus.
Der Krimkrieg hatte unter anderem damit begonnen, dass Russland Truppen in die Donaufürstentümer Moldau und Walachei entsandt hatte. Diese Gebiete gehörten damals noch zum Osmanischen Reich, das von Großbritannien und Frankreich unterstützt wurde. Österreich wollte ebenfalls eine Machtausdehnung Russlands verhindern, trat aber nicht in den Krieg der Briten und Franzosen ein. In Preußen waren die Ansichten geteilt; es obsiegte schließlich die konservative, prorussische Seite, zu der auch der König gehörte.

## Antirussischer Zusatzartikel und Mittelstaaten
Strittig am Schutz- und Trutzbündnis war ein Zusatzartikel, der Russland dazu aufforderte, die besetzten Donaufürstentümer zu räumen. Im Fall einer unbefriedigenden Reaktion Russlands durften die Vertragspartner Maßregeln ergreifen. Sollte Russland daraufhin angreifen, würde die Beistandsgarantie ebenfalls eintreten. Die Konservativen in Preußen versuchten, die antirussische Bedeutung des Bündnisses herunterzuspielen. Ob tatsächlich der Bündnisfall eintrete, ob Russland ausreichend auf die Forderungen eingehe, darüber hätten beide Vertragspartner schließlich erst noch gemeinsam zu entscheiden.
Am 29. Juni 1854 folgte Russland einer österreichischen Drohung und zog sich aus den Donaufürstentümern zurück. Österreich konnte sie nun kampflos besetzen. Für die deutschen Mittelstaaten war damit die Befürchtung ausgeräumt, in einen Krieg hineingezogen zu werden. Erst danach trat der Deutsche Bund dem Bündnis bei.
Im November erweiterten Österreich und Preußen das Bündnis um einen weiteren Zusatzartikel: Die Garantie erstreckte sich seitdem auf die österreichischen Truppen in den Donaufürstentümer (und damit auf das besetzte Gebiet). Im Dezember stimmte der Bundestag auch dieser Erweiterung zu. In der Folge aber widerstand er weiteren österreichischen Bestrebungen, das Bündnis bzw. den Bund für seine Zwecke zu instrumentalisieren.

## Bedeutung
Bereits in den Diskussionen zu einer Bundesreform war es ein Thema, ob der Deutsche Bund alle Gebiete Österreichs und Preußens aufnehmen sollte. Damit hätten diese Gebiete den Schutz in einem Bundeskrieg genossen. Vor allem Österreich hatte daran Interesse; dieser Schutz war ein Motiv, eventuell einer Bundesreform (mit mehr Organen und Kompetenzen für den Bund) zuzustimmen. Auf den Dresdner Konferenzen 1851 scheiterte eine solche Reform unter anderem daran, dass die Mittelstaaten misstrauisch gegenüber einer österreichisch-preußischen Verständigung waren.
Das Bündnis von 1854 erweiterte nun zumindest zeitweise den Schutz des Bundes auf die gesamten Gebiete, wenngleich sie nicht Teil des Bundes wurden. Daran hatte Preußen ein Interesse, da ein Krieg mit Russland plötzlich möglich erschien und Preußen nicht eventuell allein im Osten Krieg führen wollte. Österreich und Preußen wiederum hatten ein Interesse, dass die übrigen Bundesstaaten sich dem Bündnis anschlossen, da zumindest die Mittelstaaten ein gewisses militärisches Potenzial hatten.
Oberflächlich wirkte das Bündnis mitsamt dem Beitritt wie eine Stärkung des Deutschen Bundes und wie ein Zeichen für die Einheit und Macht Deutschlands. Seine Bestandsgarantie war bis an das Schwarze Meer ausgedehnt worden. Allerdings bemühten sich die Beteiligten, die Bedeutung des Bündnisses praktisch abzuschwächen. Die unterschiedlichen Interessen blieben bestehen. Vor allem offenbarte sich eine politische Schwäche Österreichs bei der Nutzung des Bundes für seine eigene Außenpolitik.

## Belege
1. ↑  Ernst Rudolf Huber: Deutsche Verfassungsgeschichte seit 1789. Band III: Bismarck und das Reich. 3. Auflage, Stuttgart 1988, S. 240/241.
2. ↑  Michael Kotulla: Deutsches Verfassungsrecht 1806–1918. Eine Dokumentensammlung nebst Einführungen. 1. Band: Gesamtdeutschland, Anhaltische Staaten und Baden, Springer, Berlin [u. a.] 2006, S. 112.